# 大洲市立河辺中学校
大洲市立河辺中学校（おおずしりつかわべちゅうがっこう）は、愛媛県大洲市に存在した男女共学の公立中学校。生徒数の減少に伴い2020年度から休校となっていたが、2024年3月を以って閉校。

## 概要
愛媛県南部（南予）を流れる肱川の支流、河辺川流域の山里、旧喜多郡河辺村地域に位置する小規模校。山村集落が点在する地域であり、過疎化・少子化が著しく生徒数は減少、休校期間を経て閉校に至った。卒業生は979名。大洲市立河辺小学校と小中一貫教育が行われていた。

## 沿革
- 1974年（昭和49年）- 河辺村立の河辺中学校、北平中学校を統合し発足
- 2005年 - 河辺村が大洲市・長浜町と合併したため大洲市立学校となる。
- 2019年度から大洲市立河辺小学校での小中一貫校となる
- 2020年度から休校
- 2023年4月に大洲市立肱川中学校との統合合意書に調印、統合が決定
- 2024年3月を以って閉校。2024年3月23日閉校式が行われた。跡地には記念碑が立てられた

## 公式サイト
- 公式サイト